# Kalmus (Art)
Der (Indische) Kalmus (Acorus calamus) ist eine Pflanzenart aus der Gattung Kalmus (Acorus) innerhalb der Familie Kalmusgewächse (Acoraceae). Die Sumpfpflanze stammt aus Asien, wurde im 16. Jahrhundert (lateinisch als Calamus aromaticus) in Mitteleuropa eingebürgert und ist auf der gesamten Nordhalbkugel verbreitet.

## Beschreibung

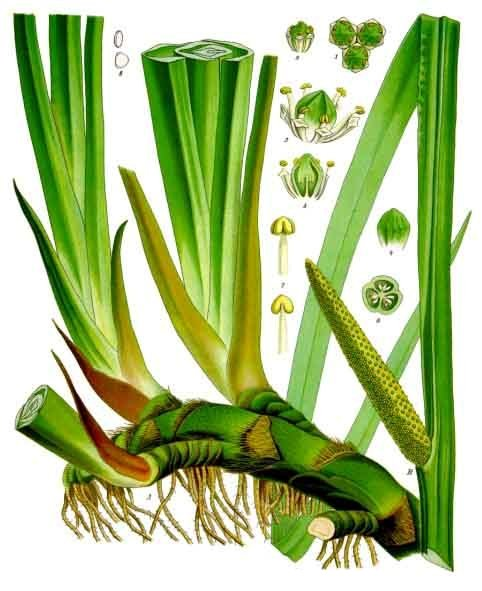
Illustration aus Köhler’s Medizinal-Pflanzen

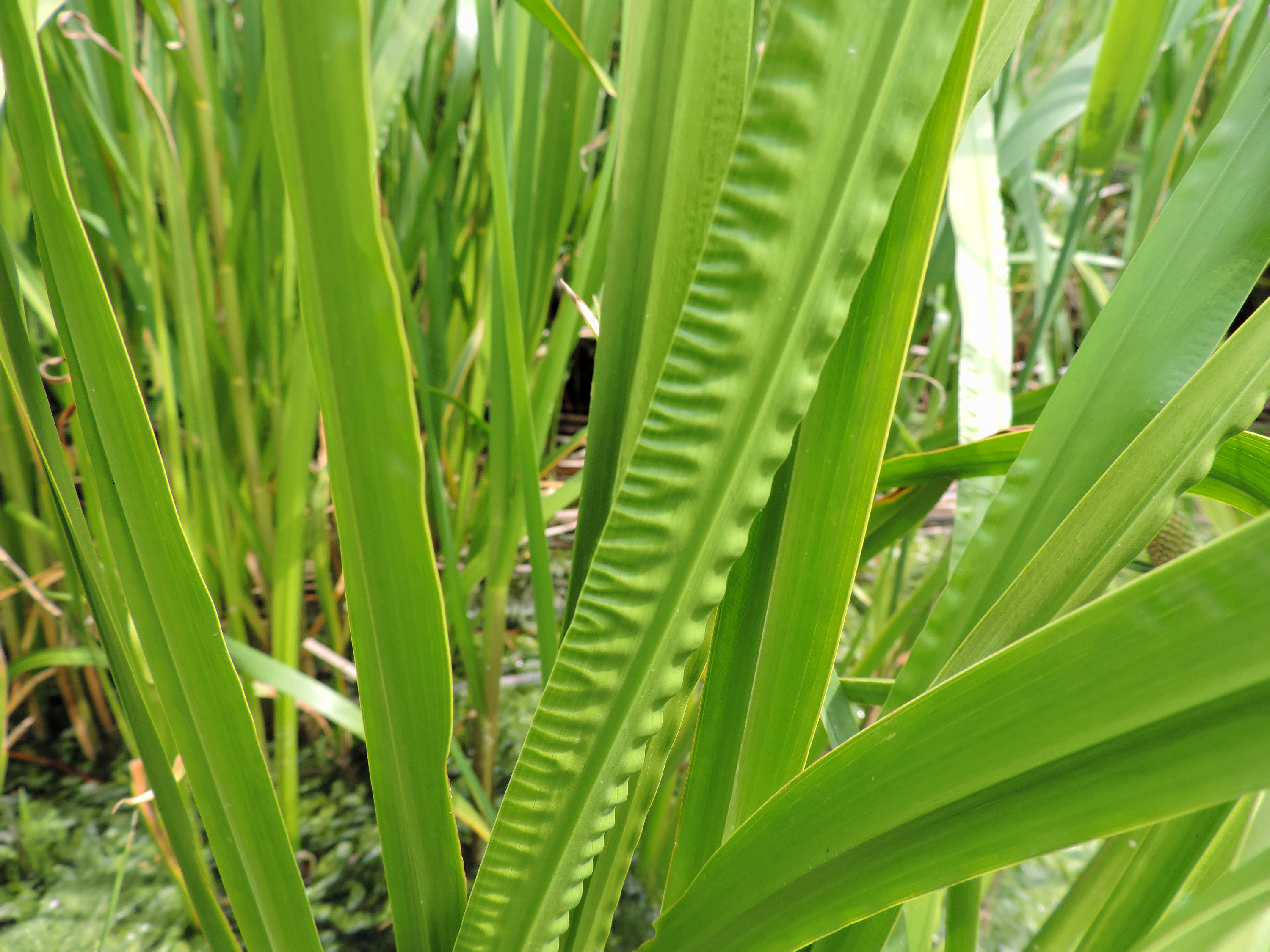
Typisch gewelltes Blatt

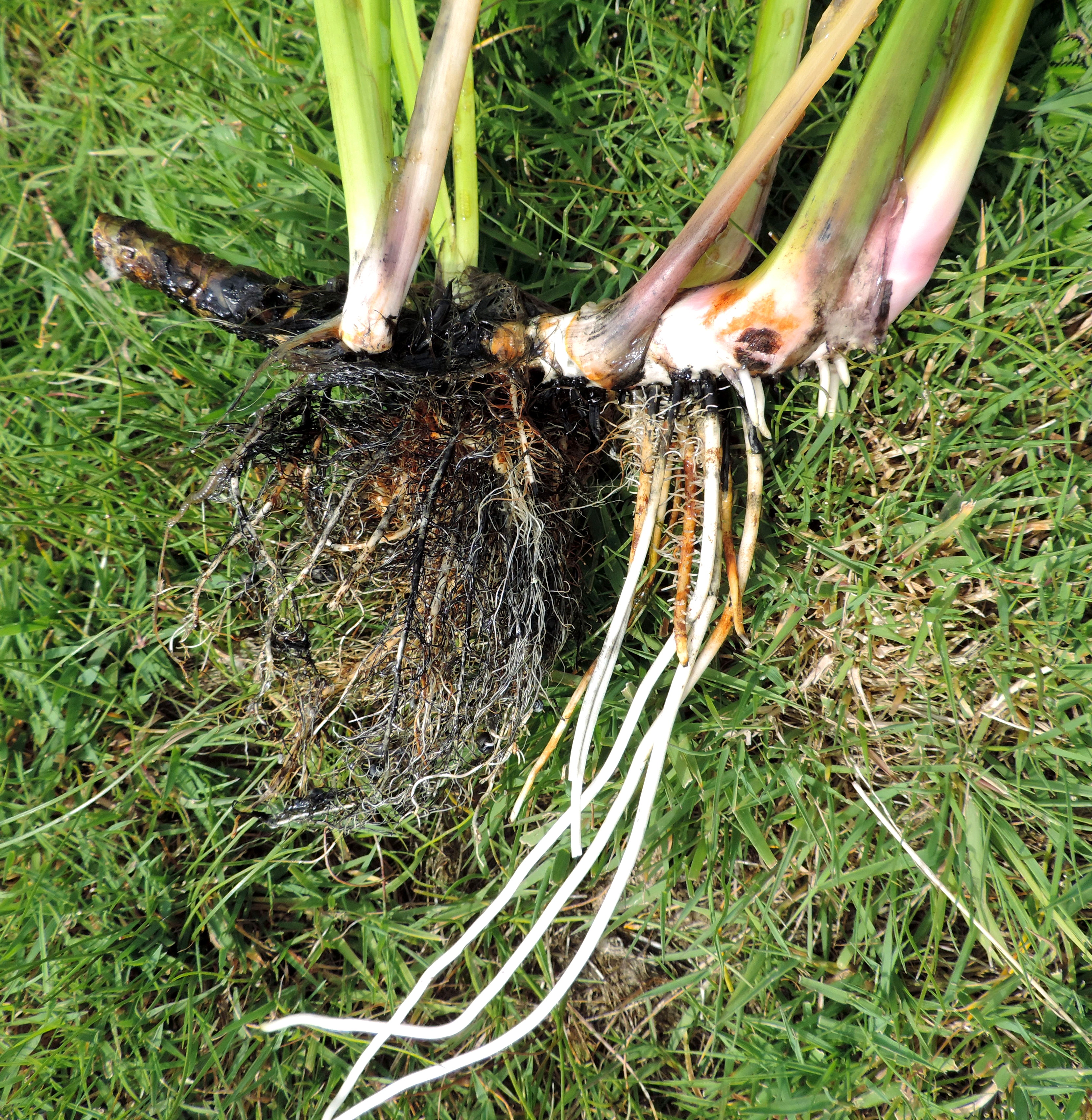
Rhizom

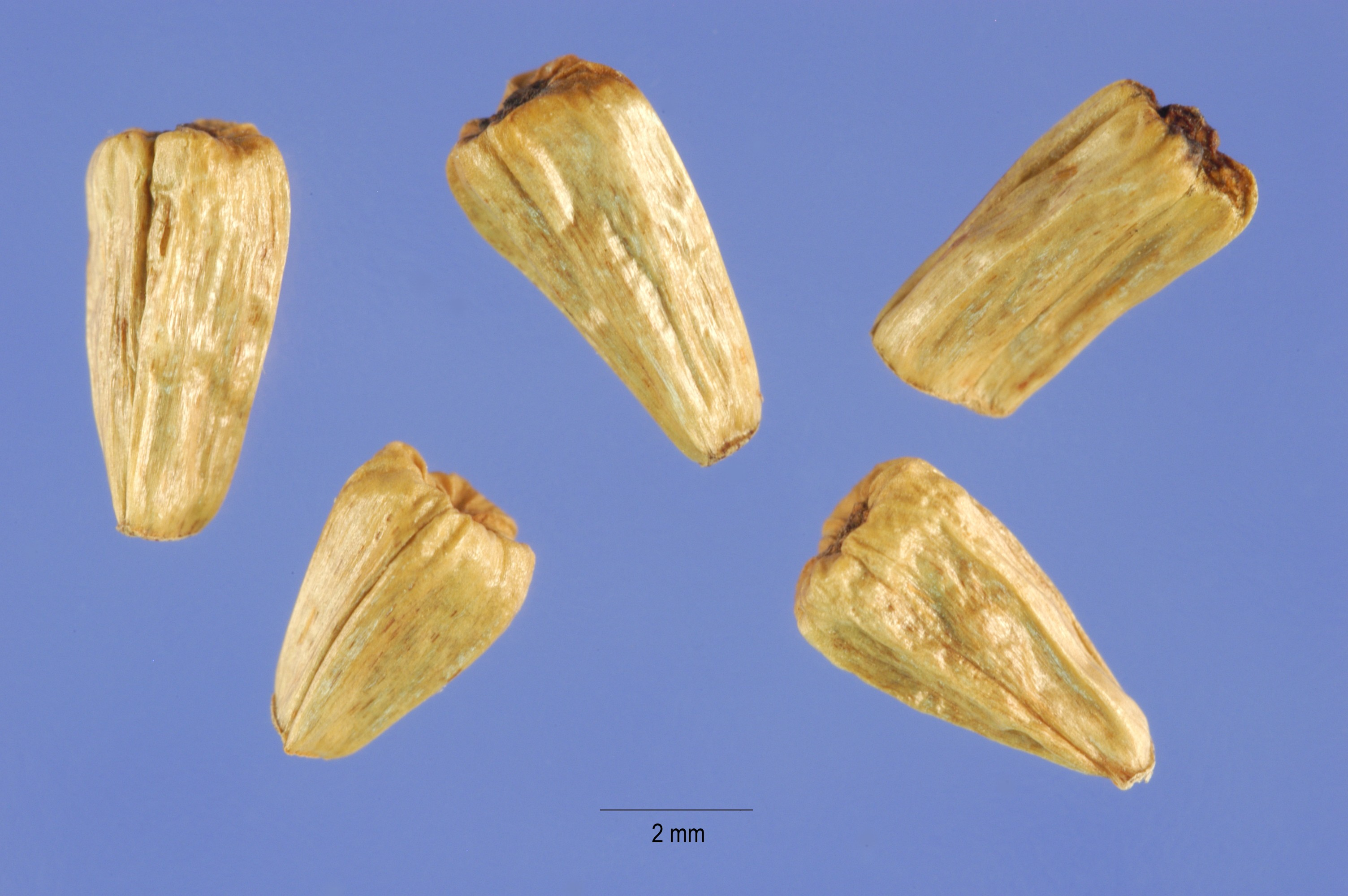
Samen

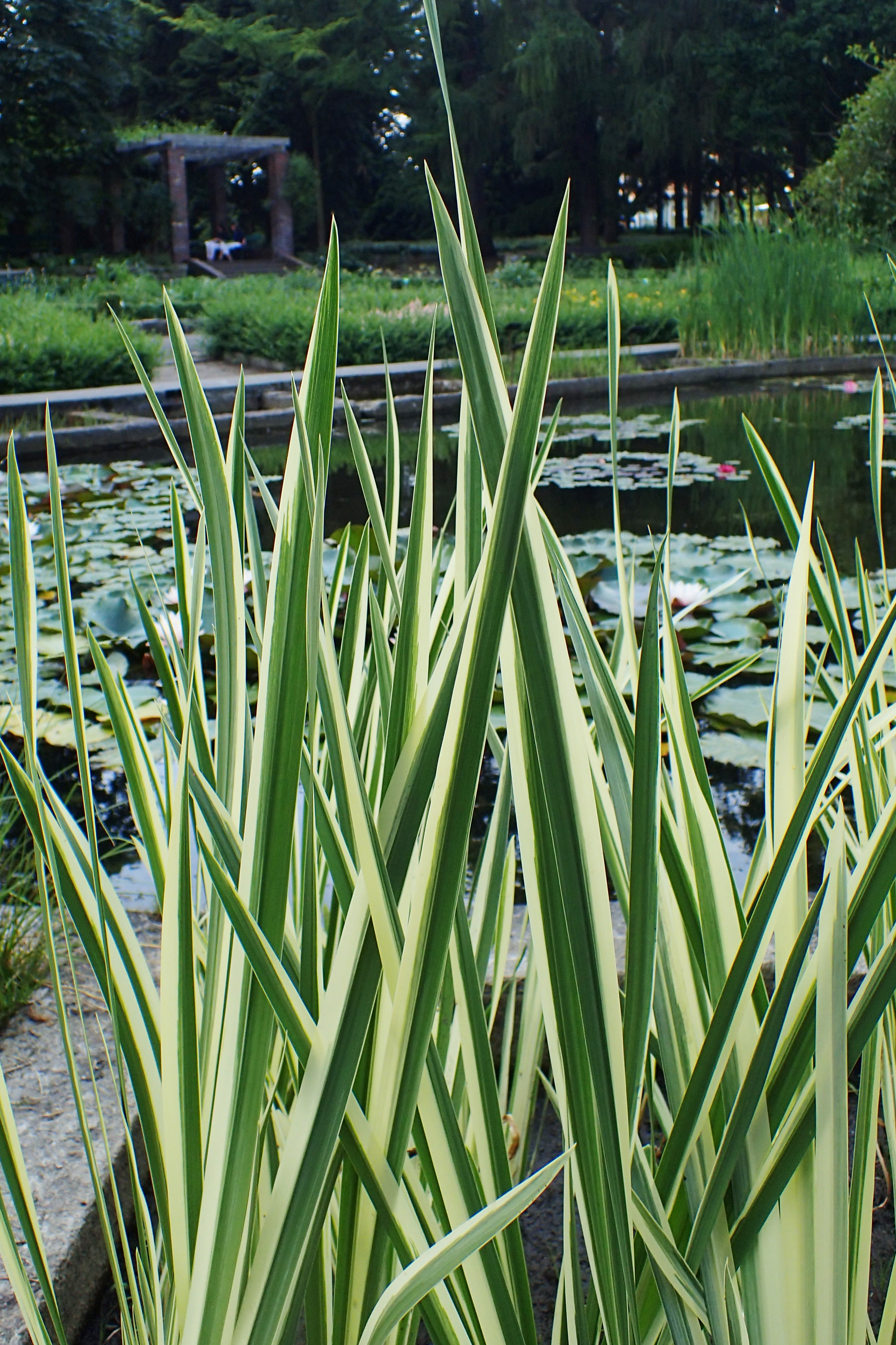
Acorus calamus 'Variegatus'

### Vegetative Merkmale
Kalmus ist eine ausdauernde, krautige Pflanze, die Wuchshöhen von 60 bis 100, seltener bis 120 Zentimetern erreicht. Sie besitzt ein fleischiges, etwa daumenstarkes, aromatisch kampferartig riechendes Rhizom, das etwa 1,5 bis 5 % ätherisches Öl enthält. Die Vermehrung erfolgt in Mitteleuropa ausschließlich vegetativ über das Wachstum der Rhizome. Der Stängel ist dreikantig und zweizeilig beblättert.
Die schwertförmigen Laubblätter sind unifazial und erinnern an die der Sumpf-Schwertlilie (Iris pseudacorus). Im Gegensatz zu dieser ist Kalmus im frischen Zustand aber etwas heller und eher gelbgrün gefärbt. Zudem sind die Ränder an manchen Stellen typischerweise stark gewellt.

### Generative Merkmale
Die Blütezeit reicht von Juni bis Juli. Es sieht so aus, als ob der Blütenstand seitlich stehen würde; dabei handelt es sich um einen 4 bis 10 Zentimeter langen, grünlichen bis rötlichen Kolben. Die Spatha bildet die scheinbare Verlängerung des Stängels. Die zwittrigen Blüten sind unscheinbar (3 bis 4 Millimeter breit), dreizählig und pentazyklisch, bestehen also aus fünf Blütenblattkreisen. Die gelblich-grünen Blütenhüllblätter sind gleichgestaltet (Perigonblätter/Tepalen); sie sind kapuzenförmig und kürzer als 1 Millimeter. Sie sind anfangs gelbgrün oder grün und werden später hellbraun; sie blühen von Grund gegen die Spitze zu nacheinander auf.
Die Früchte reifen in Mitteleuropa nicht.

### Chromosomenzahl
Die Chromosomenzahl beträgt 2n = 24, 36, 42, 44, 45 oder 66.

## Verbreitung und Standort
Die Heimat des Kalmus ist Asien und Nordamerika. Kalmus ist in Mittel- und Osteuropa bis Ostsibirien und in Ägypten eingebürgert. In Europa siedelte sich der Kalmus Ende des 16. Jahrhunderts an. Es gibt Vorkommen fast in allen Ländern Europas außer in Portugal, Griechenland, Nordmazedonien, Montenegro, Island, Spitzbergen und auf Inseln im Mittelmeergebiet.
Kalmus zählt zu den Röhrichtpflanzen. Er besiedelt insbesondere in Marschland die Uferzonen nährstoffreicher, stehender und langsamfließender, sonnenwarmer Gewässer. Der Kalmus ist von der planaren bis zur montanen Höhenstufe anzutreffen. Er steigt in den Alpen bis etwa 1100 Meter auf. Er ist eine Charakterart des Acoretum aus dem Verband Phragmition.
Die ökologischen Zeigerwerte nach Landolt et al. 2010 sind in der Schweiz: Feuchtezahl F = 5w+ (überschwemmt aber stark wechselnd), Lichtzahl L = 4 (hell), Reaktionszahl R = 4 (neutral bis basisch), Temperaturzahl T = 4 (kollin), Nährstoffzahl N = 4 (nährstoffreich), Kontinentalitätszahl K = 3 (subozeanisch bis subkontinental).

## Systematik
Die Erstveröffentlichung von Acorus calamus erfolgte 1753 durch Carl von Linné. Synonyme für Acorus calamus L. sind Calamus aromaticus Garsault, Acorus verus (L.) Raf. und Acorus odoratus Lam.
Von Acorus calamus gibt es je nach Autor etwa drei bis vier Varietäten:
- Acorus calamus var. calamus L. (Syn.: Acorus calamus var. verus L., Acorus calamus subsp. vulgaris (L.) Ehrh., Acorus verus (L.) Raf., Acorus europaeus Dumort., Acorus belangeri Schott, Acorus calamus var. belangeri (Schott) Engl.): Sie ist ursprünglich verbreitet von Sibirien bis Korea und von Zentralasien bis zum Himalaja.[3] Sie ist eine triploide oder tetraploide Form[9].
- Acorus calamus var. angustatus Bess. (Syn.: Acorus cochinchinensis (Lour.) Schott, Acorus tatarinowii Schott, Acorus triqueter Turcz. ex Schott, Acorus spurius Schott, Acorus asiaticus Nakai): Sie ist verbreitet in Südostasien, Japan und Taiwan.[3]
- Acorus calamus var. americanus (Raf.) Wulff: Ist diploid und wird meist als eigene Art Amerikanischer Kalmus (Acorus americanus) (Raf.) Raf. geführt. Sie kommt von Sibirien bis zur Mongolei und vom subarktischen Nordamerika bis zu den Vereinigten Staaten vor.[3] Die Chromosomenzahl beträgt 2n = 24.[2]

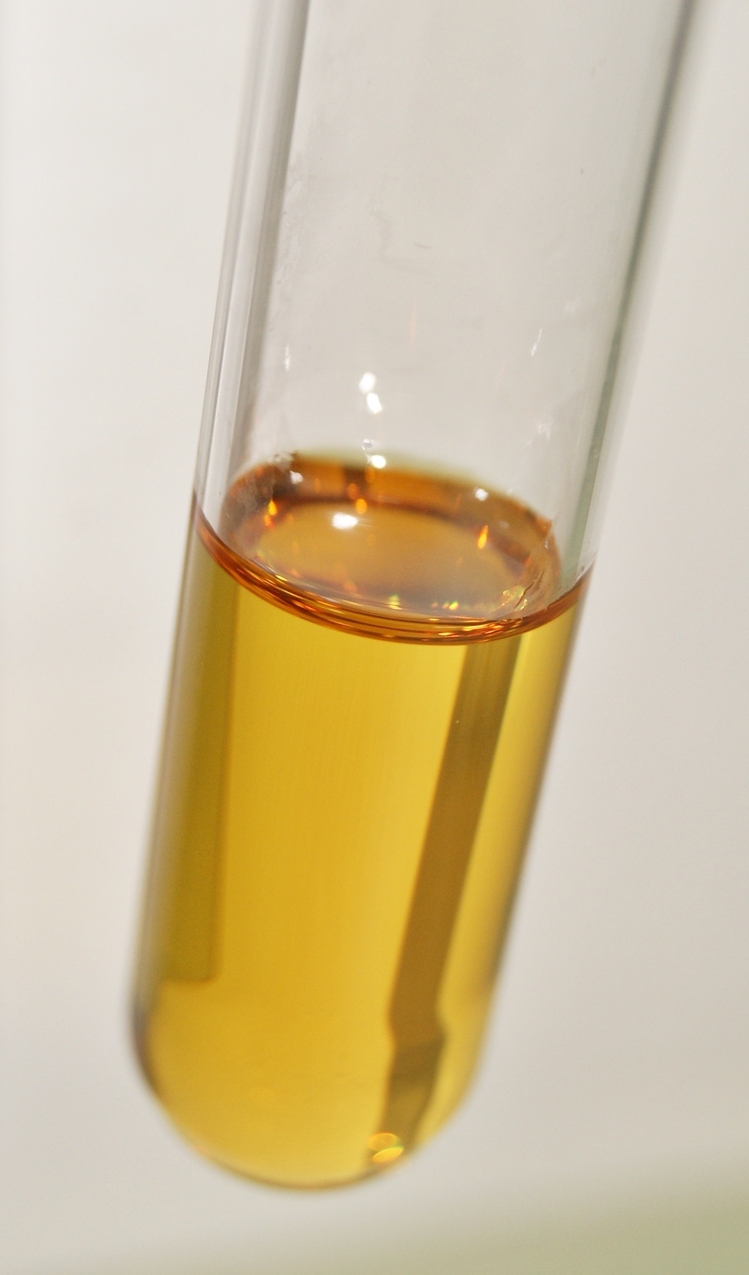
Ätherisches Kalmusöl

## Inhaltsstoffe
Die Blätter enthalten bis zu 20 % Stärke, hinzu kommen 1,5 bis 3,5 % Ätherisches Öl, unter anderem Asaron und Eugenol sowie verschiedene Gerb- und Bitterstoffe, unter anderem Acorenon. Das Rhizom enthält zwischen 1,7 und 9,3 % ätherische Öle. Daneben finden sich – vorwiegend in den oberirdischen Pflanzenteilen – Ascorbinsäure (bis 130 mg/100 g) und Proanthocyanidine sowie im Rhizom Cholin (etwa 125 mg/100 g), Fettsäuren (Arachidonsäure, Linolsäure, Myristinsäure, Palmitinsäure und Stearinsäure) und weitere Kohlenhydrate (Fructose, Glucose und Maltose).

## Verwendung
Kalmus ist neben seiner Bedeutung als kultivierte Zierpflanze eine traditionelle Medizinpflanze der asiatischen und der vor allem das Rhizom verwendenden antik-mittelalterlichen Medizin, die (lateinisch als calamus aromaticus oder kurz calamus – womit aber wohl (als „indischer“ Kalmus) auch Andropogon-Arten und die Sumpf-Schwertlilie gemeint gewesen sein könnten – oder acorus bezeichnet) seit dem 12. Jahrhundert auch in Europa bekannt und als Heilpflanze verwendet wurde. Auch von indigenen Völkern Nordamerikas wird Kalmus für medizinische Bäder, Räucherungen sowie für Teezubereitung und als Gewürz verwendet.
Vom Kalmus wird vor allem der Wurzelstock (Calami rhizoma) verwendet, der im September und Oktober geerntet wird. Aus den Rhizomen wird das Kalmusöl gewonnen, das in der Heilkunde und bei der Parfüm- und Likörherstellung (hier hauptsächlich für Magenbitter) verwendet wird. Kalmus gilt als kräftigend, die Magensekretion fördernd und appetitanregend. Weiters soll Kalmus gegen Flatulenzen (Blähungen), Verdauungsstörungen, Gastritis und Magengeschwüre helfen. Er könne auch gegen Erschöpfung und Schwäche infolge von Magen-Darm-Beschwerden sowie Krämpfe infolge von Flatulenzen eingesetzt werden.
Das Kauen der Wurzel soll stimmungsaufhellend sein und in höherer Dosis leichte Halluzinationen verursachen, wofür die enthaltenen Asarone verantwortlich gemacht werden. Der Wurzel und den Asaronen werden auch aphrodisierende Eigenschaften zugeschrieben. Asarone wirken allerdings mutagen, karzinogen sowie reproduktionstoxisch, während die angegebenen positiven Wirkungen wissenschaftlich nicht nachgewiesen sind.

## Namen
Der im heutigen Deutschen verbreitete Trivialname Kalmus mit den Varianten Kalmes und Kalmser ist seit mittelhochdeutscher Zeit belegt als kalmus(z) und geht über lateinisch calamus (später auch Calamus aromaticus) auf griechisch κάλαμος kálamos ‚Halm, Rohr, Schilf‘ zurück; denselben Ursprung haben verschiedene Bezeichnungen für schilfartige Gräser in den slawischen Sprachen wie russisch камыш kamyš ‚Simse’. Ebenfalls davon abgeleitet ist das Wort Karamell. „Falscher Kalmus“ ist eine Bezeichnung für die auch Wasser-Schwertlilie (im Mittelalter auch fälschlich acorus) genannte Sumpf-Schwertlilie.
Synonyme: Gelbe Gilge, Gewöhnlicher Kalmus, Kaninchenwurz, Kaninchenwurzel, Karremanswurz, Karremanswurzel, Schwertheu, Magenbrand, Magenwurz, Nagenwurz, Ackerwurz, Würtzriedt, Gewürzkalmus, Rotting, Zehrwurz; auch Deutscher Ingwer.